# Squeezed
『Squeezed』（スクイーズド）は、日本の ミクスチャー・ロックバンド、ORANGE RANGEの初のリミックスアルバム。

## 解説
- キャッチコピーは「オレンジ、むいちゃいました」。
- ブックレットには各リミキサーのコメントや紹介などが書かれている。

## 収録曲
1. 以心電信 Takkyu Ishino Remix
石野卓球によるリミックス。
2. ロコローション Space Cowboy Remix
Space Cowboyによるリミックス。
3. キリキリマイ cherry blossom front mix
Cube Juiceによるリミックス。「桜前線」がテーマとなっている。
4. パディ ボン マへ Kan Takagi REMIX
高木完によるリミックス。
5. ラヴ・パレード NEWDEAL REMIX
HITOSHI OHISHIによるリミックス。少しヘビーな曲になっている。
6. GOD69 RYUKYUDISKO REMIX
RYUKYUDISKOによるリミックス。沖縄色の強い曲になっている。
7. お願い!セニョリータ Shin's Rockin' Techno Remix
シン・ニシムラによるリックス。シン・ニシムラは、「初めてのリミックス作業なので今までと違うボーダーレスなリミックスになりました」とコメントしている。
8. ＊〜アスタリスク〜 Ken Ishii's Seventh City Remix
ケン・イシイによるリミックス。
9. はい!もしもし…夏です! Dogday Afternoon 6T's Comeback Special
Katchin'によるリミックス。
10. Иatural Pop Takagi Masakatsu "girls" remix
高木正勝によるリミックス。ピアノによるリミックスとなっており、ボーカルの声はアレンジされていない。
11. 上海ハニー KAGAMI remix
KAGAMIによるリミックス。
12. チェスト introソーキReMIX
HIFANAによるリミックス。HIFANAは「薄目で見た沖縄をイメージして作った」とコメントしている。
13. 花 AGERO'S TWIST DA WEDDING MIX
AGERO（DJ TASAKA、DJ AYASHIGE、BRYAN BURTON-LEWIS）によるリミックス。ウエディングのようなリミックスになっている。
14. BETWEEN ペチュニアロックスREMIX
NAOTOによるペチュニアロックス名義でのリミックス。NAOTOは｢別の曲になるくらいにアレンジした｣とコメントしている。